# Knokebogöl
Knokebogöl är en sjö i Västerviks kommun i Småland och ingår i Botorpsströmmen-Marströmmens kustområde. Sjön har en area på 0,157 kvadratkilometer och ligger 24 meter över havet.

## Delavrinningsområde
Knokebogöl ingår i det delavrinningsområde (638545-154292) som SMHI kallar för Rinner mot Gåsfjärden. Medelhöjden är 23 meter över havet och ytan är 10,09 kvadratkilometer. Det finns inga avrinningsområden uppströms utan avrinningsområdet är högsta punkten. Avrinningsområdets utflöde mynnar i havet, utan att ha någon enskild mynningsplats. Avrinningsområdet består mestadels av skog (64 procent) och jordbruk (15 procent). Avrinningsområdet har 0,16 kvadratkilometer vattenytor vilket ger det en sjöprocent på 1,6 procent. Bebyggelsen i området täcker en yta av 0,73 kvadratkilometer eller 7 procent av avrinningsområdet.